# Novomalîn, Ostroh
Novomalîn (în ucraineană Новомалин) este localitatea de reședință a comunei Novomalîn din raionul Ostroh, regiunea Rivne, Ucraina.

## Demografie
Componența lingvistică a localității Novomalîn
     Ucraineană (99,41%)
     Alte limbi (0,59%)
Conform recensământului din 2001, majoritatea populației localității Novomalîn era vorbitoare de ucraineană (99,41%), existând în minoritate și vorbitori de alte limbi.